# Edmond Puyo
Edmond Gabriel Puyo est un homme politique, négociant, peintre et conservateur de musée français né le 29 avril 1828 à Morlaix (Finistère) et mort le 3 juillet 1916 à Saint-Martin-des-Champs,.

## Biographie

### Famille
Edmond Puyo est le fils de Joachim Puyo (1792-1868), président du tribunal de commerce de Morlaix, et de Marie-Émilie Homon-Kerdaniel. Sa sœur aînée, Aspasie, épousa en 1844 Édouard Corbière, ce qui en fit l'oncle maternel de Tristan Corbière.
Son fils, Constant Puyo (1857-1933) est un des plus importants photographes pictorialistes français. Son frère aîné, Édouard (en fait Jean Joachim Édouard Puyo, né le 2 août 1821 à Morlaix, mort le 20 août 1901 à Morlaix), est un officier d'artillerie, mais aussi un architecte et un peintre.
En 1866, il acquit le château de Bagatelle à Saint-Martin-des-Champs.

### Vie publique

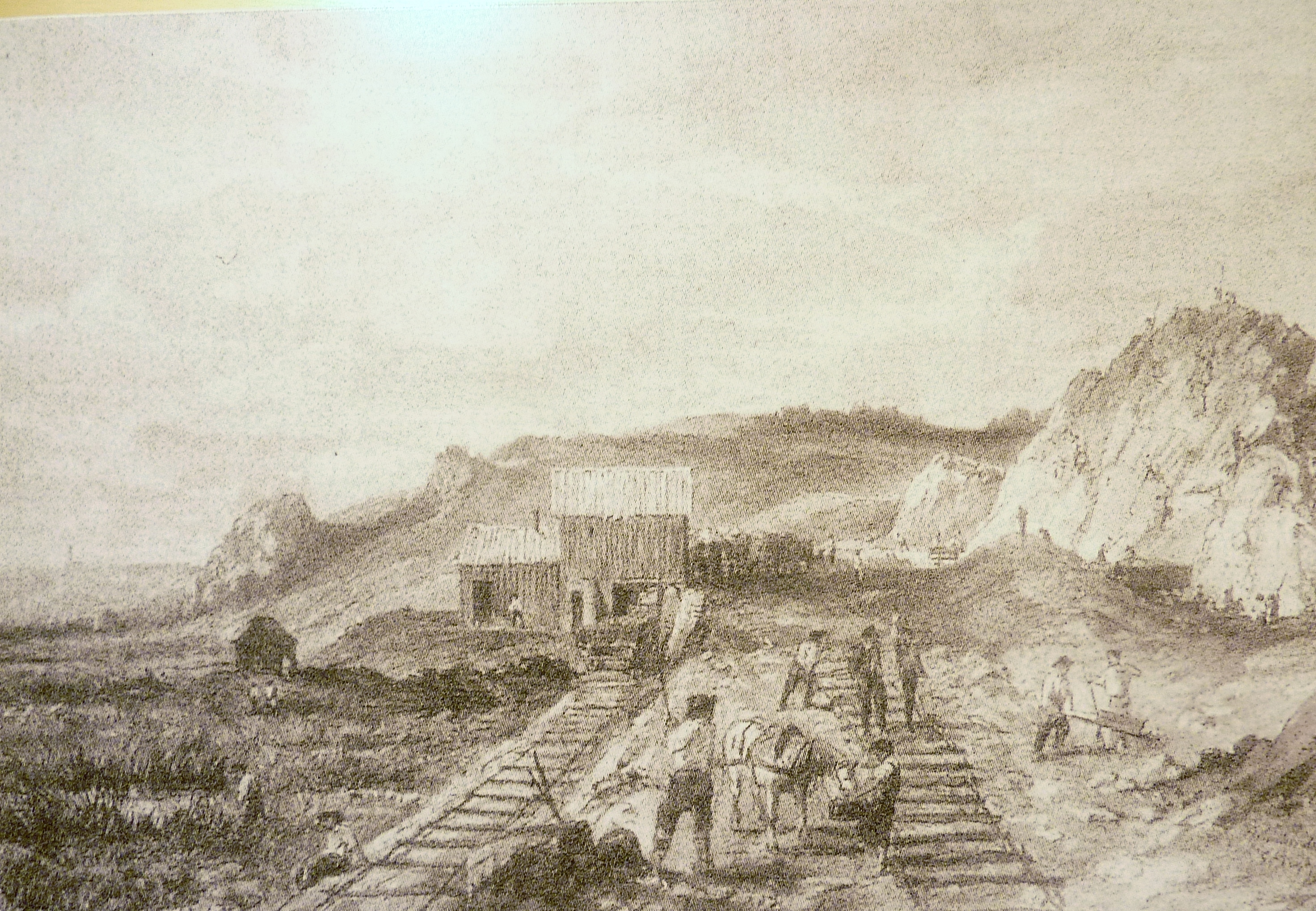
Construction de la ligne de chemin de fer Morlaix-Carhaix en 1885, musée des Beaux-Arts de Morlaix.

De 1871 à 1878, Edmond Puyo fut maire de Morlaix, puis, en 1878, fut élu président du tribunal de commerce de la ville et président de la Chambre de commerce de Morlaix de 1881 à 1911.
Comme maire, il fit créer la bibliothèque municipale en 1873. Il fut à l'origine de l'école municipale d'art en 1882 et du musée des Jacobins, en 1885, dont il fut le conservateur jusqu'à sa mort[réf. nécessaire].

### L'archéologue amateur
Edmond Puyo découvrit en 1871 une trentaine d'urnes funéraires à Parc-ar-Pagan à Saint-Martin-des-Champs.